# Plhov (Červené Janovice)
Plhov (německy Pelhow) je osada, část obce Červené Janovice v okrese Kutná Hora. Nachází se asi 2,5 kilometru jihovýchodně od Červených Janovic. Při jihovýchodním okraji osady protéká Paběnický potok, který je levostranným přítokem řeky Klejnárky.
Plhov leží v katastrálním území Chvalov u Červených Janovic o výměře 1,5 km².

## Historie
První písemná zmínka o vesnici pochází z roku 1550.

## Fotogalerie

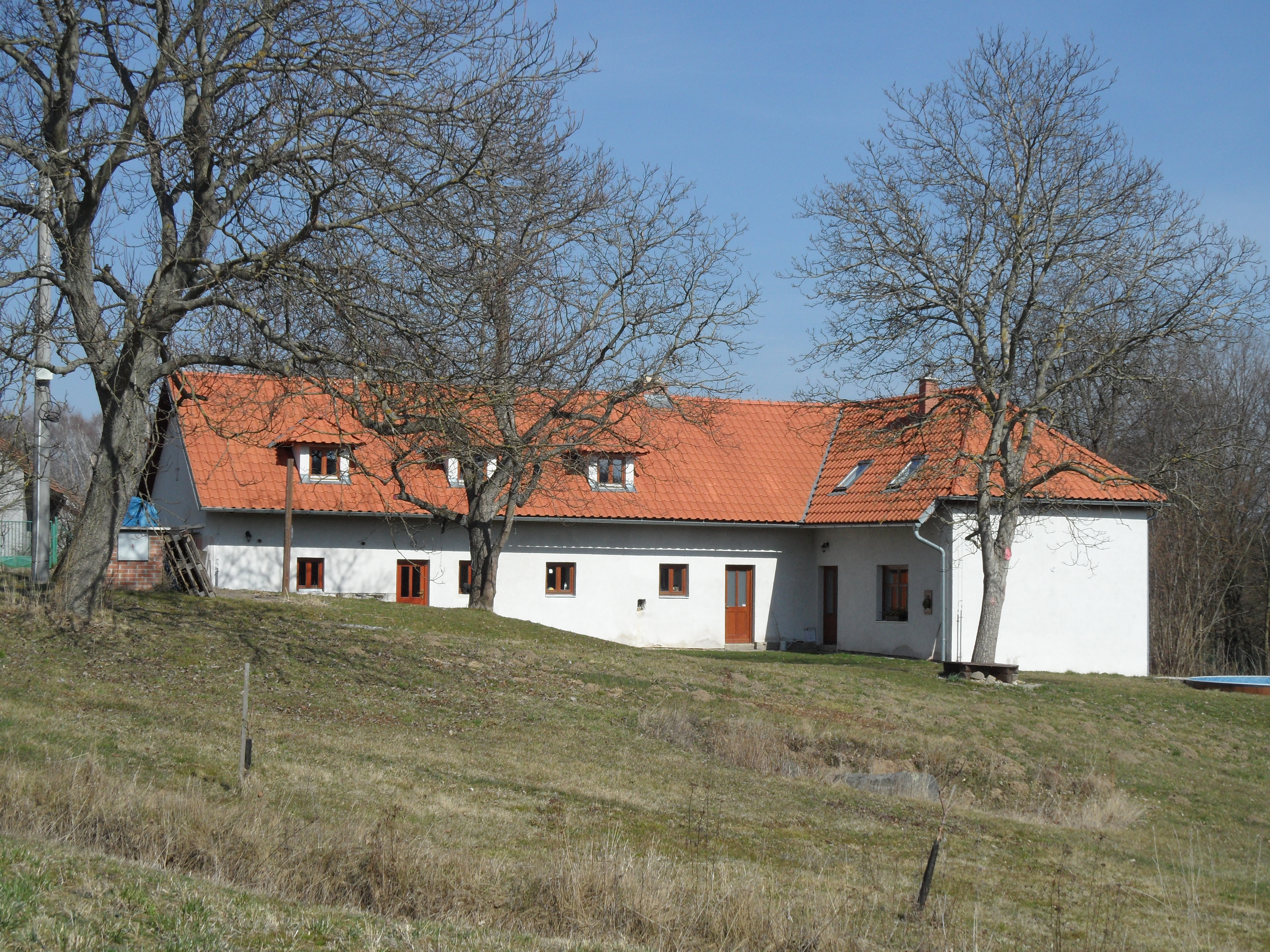
Velký dům
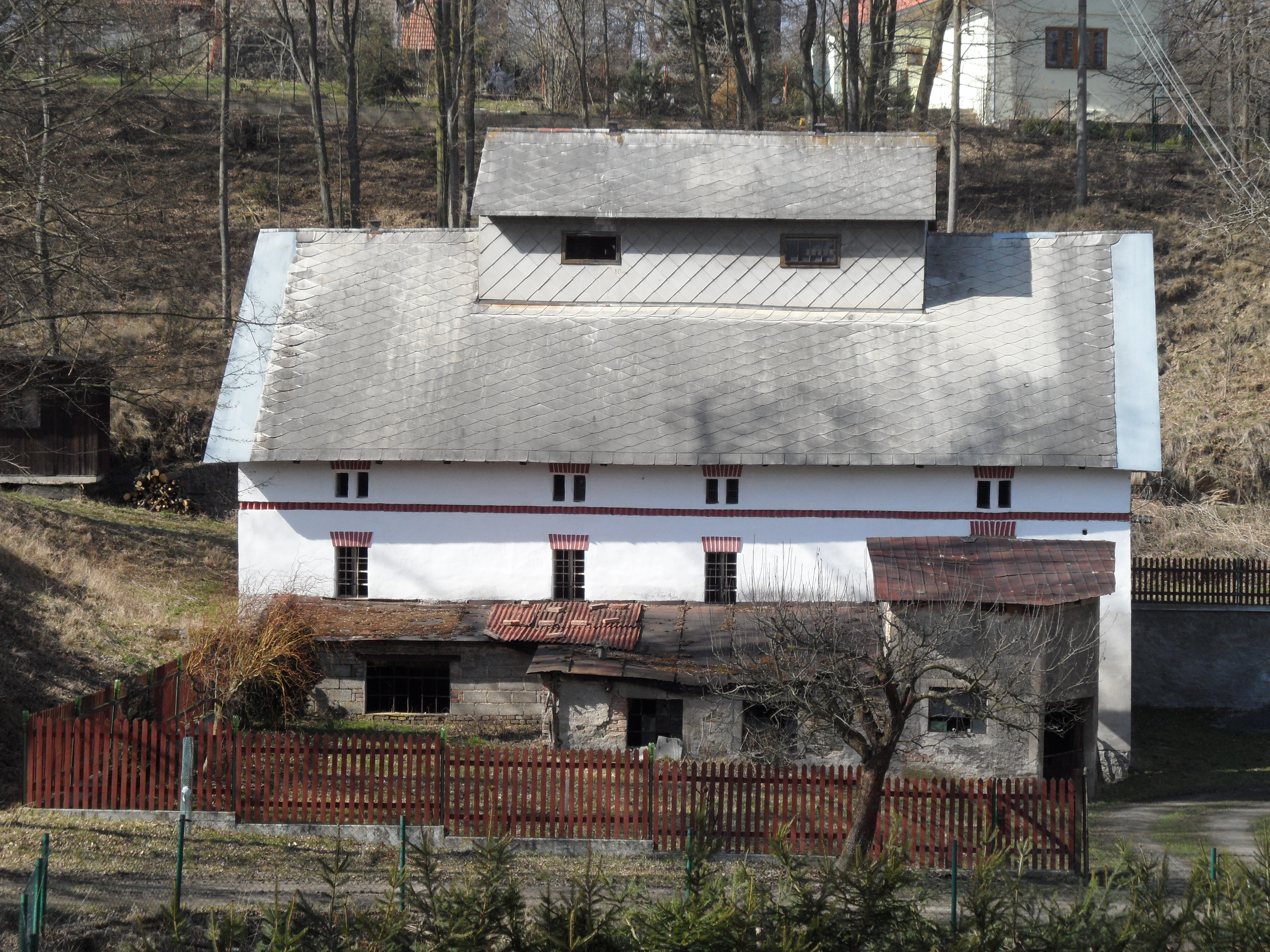
Dům v údolí
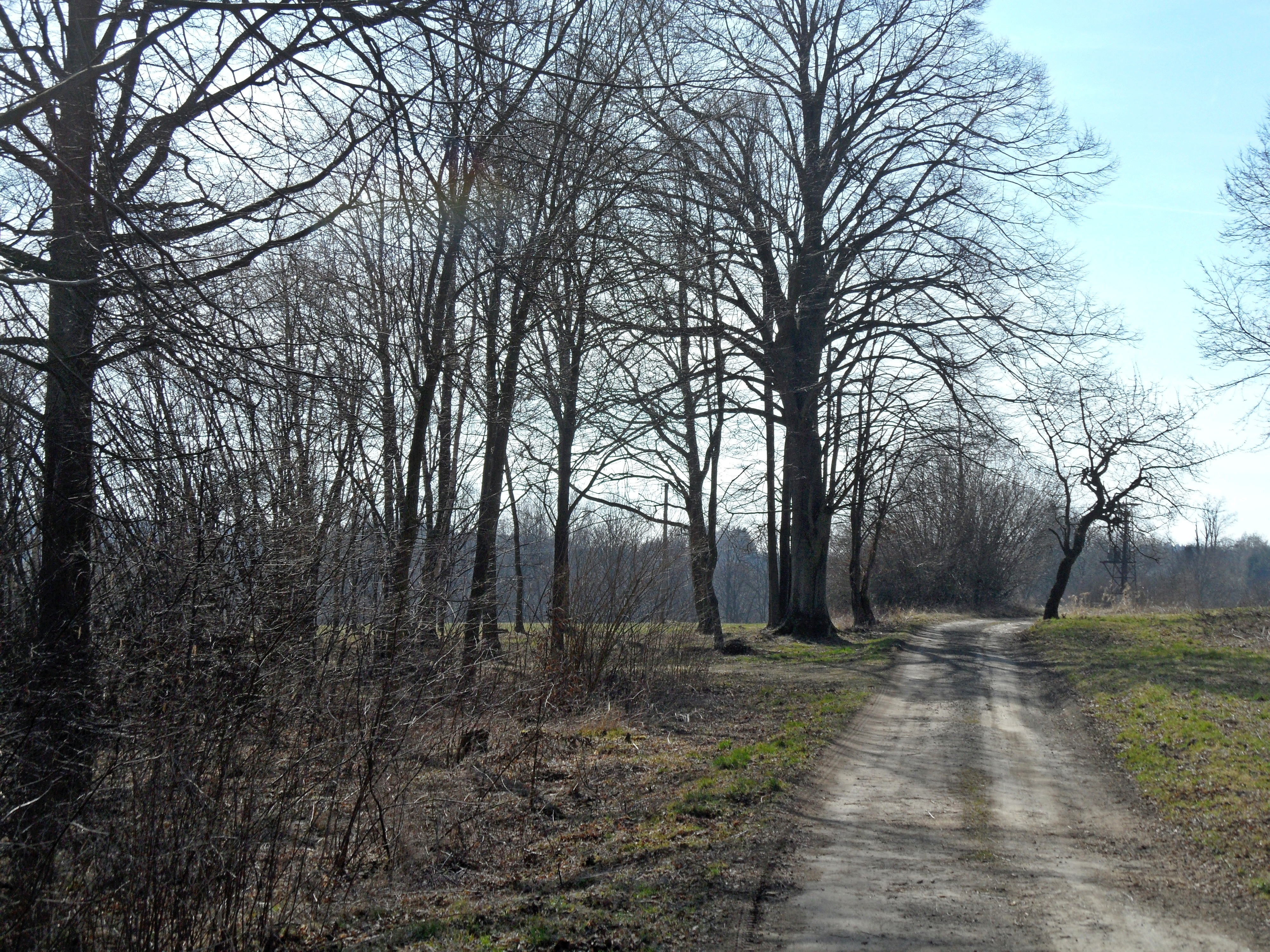
Jediná cesta do obce Chvalov
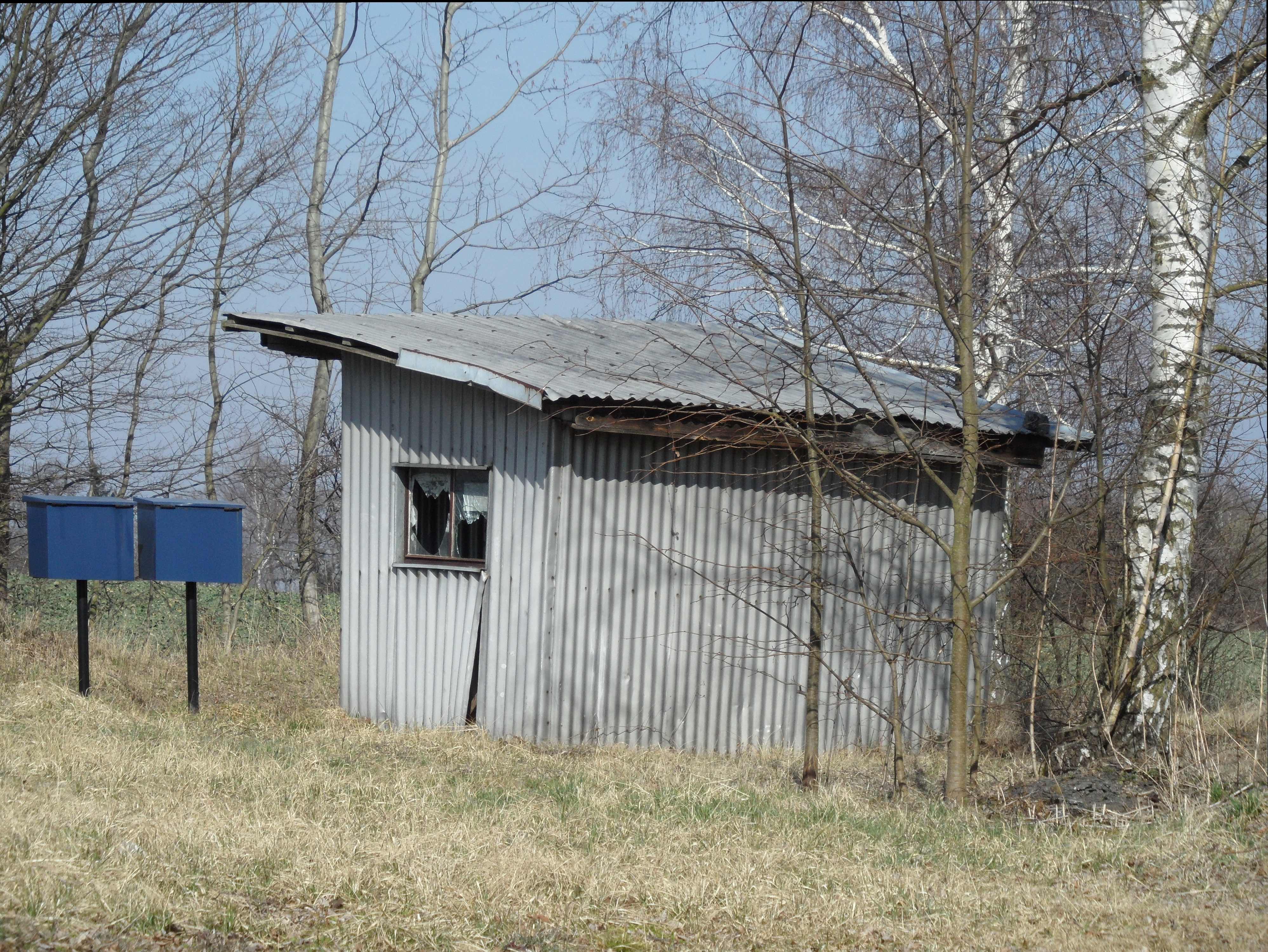
Autobusová zastávka